# Лесьнево (Куявсько-Поморське воєводство)
Лесьнево (пол. Leśniewo) — село в Польщі, у гміні Ґрудзьондз Ґрудзьондзького повіту Куявсько-Поморського воєводства.
Населення — 57 осіб (2011).
У 1975-1998 роках село належало до Торунського воєводства.

## Демографія
Демографічна структура станом на 31 березня 2011 року:
|          | Загалом | Допрацездатний вік | Працездатний вік | Постпрацездатний вік |
| -------- | ------- | ------------------ | ---------------- | -------------------- |
| Чоловіки | 29      | 2                  | 22               | 5                    |
| Жінки    | 28      | 5                  | 16               | 7                    |
| Разом    | 57      | 7                  | 38               | 12                   |